# Сценарій (книга)
Сценарій: Основи сценарного мистецтва («Покроковий посібник від концепції до готового сценарію») — документальна книга та посібник зі створення фільмів, написаний Сідом Філдом. Вперше опублікований 1979 року, «Сценарій» охоплює мистецтво та майстерність написання сценаріїв. Невдовзі після виходу її вважали бестселером, а на сьогодні її було продано мільйонами копій. Він слугував довідником для Джадда Апатоу, Джеймса Кемерона, Френка Дарабонта, Тіни Фей та багатьох інших професійних сценаристів. Зараз перекладений більш ніж десятком мов, «Сценарій» вважається «Біблією» сценарної майстерності.

## Огляд
Відзначається, що «Сценарій» є першою книгою, яка ідентифікує модель сценарію на три дії. В основі пояснення Філдом того, як працювала його модель сценарію, лежала парадигма.

### Парадигма
У книзі Філд окреслює парадигму, якої, за його словами, дотримуються більшість успішних сценаріїв. На думку Філда, успішні сценарії складаються з трьох окремих частин. Він називає це підлаштуванням, конфронтацією та розв'язкою, і кожна з них з'являється у власному акті в сценарії.
- Дія I містить установку. Це приблизно перша чверть сценарію та розкриває головного героя, передумову та ситуацію історії.
- Акт II містить протистояння. Він триває наступні дві чверті сценарію і чітко визначає головну мету головного героя.
- Акт III містить постанову. Це остання чверть сценарію. Це відповідає на запитання, чи досяг успіху головного героя у своїй меті.

Між кожною з цих дій парадигма стверджує, що існує точка сюжету — подія, яка повертає сюжет у новому напрямку та переходить у новий акт сценарію.

## Рецепція
- Після продажу мільйонних копій книжка вважається започаткуванням «індустрії, як написати сценарій до фільму».[3]
- «Сценарій» використовується в більш ніж 400 коледжах і університетах по всьому світу.[4]
- Кінорежисер Джадд Апатоу сказав: «Щоразу, коли я пишу сценарій, я беру його книгу і перечитую її… щоб зрозуміти, чи не зіпсував я чогось».[5]